# Pogonomelomys
Pogonomelomys és un gènere de rosegadors de la subfamília dels murins, format per només dues espècies.

## Distribució i hàbitat
Aquests rosegadors viuen a Nova Guinea, on el seu hàbitat són les selves tropicals, des del nivell del mar fins als 1.400 d'alçada.

## Descripció
Es tracta de rosegadors de mida mitjana, amb una longitud corporal de 13 a 19 centímetres, una cua que mesura de 14 a 21 centímetres i un pes que oscil·la entre 75 i 110 grams. El seu pelatge és de color marró a la part superior i blanc a la part inferior. Les mans i els peus són de color groguenc. El cap és curt i ample. La cua és prènsil.

## Ecologia
Són animals solitaris i arboris, que no solen baixar a terra. Per descansar, es retiren als nius, els quals construeixen en forats als arbres.

## Taxonomia
Originalment aquest gènere va ser considerat un subgènere de Melomys. Posterior autors van elevar Pogonomelomys al rang de gènere. Durant molt anys, el gènere, que actualment està format per dues espècies, estava format per una tercera espècie. El 1990, Menzies va separar P. sevia, traslladant-la al seu propi gènere Abeomelomys.
El 1981, Musser va situar el gènere dins la divisió Pogonomys. En posteriors estudis, Lecompte et al el van col·locar dins la tribu dels hidrominis.

## Estat de conservació
Segons la Unió Internacional per a la Conservació de la Natura (UICN), cap de les dues espècies del gènere està en perill.